# Ostentor (Regensburg)

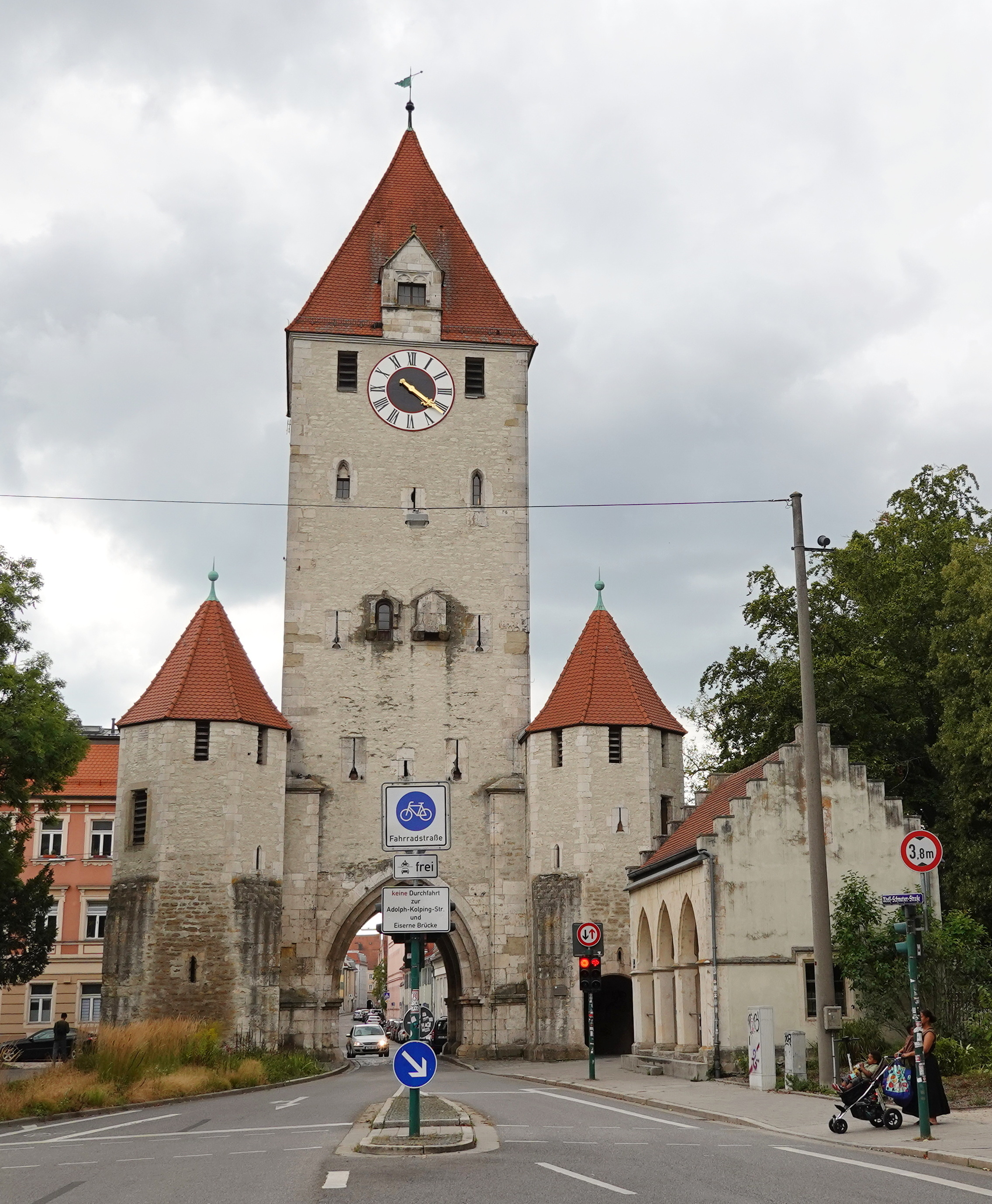
Ostentor, Ostseite

Das mittelalterliche, ab 1284 entstandene Ostentor am östlichen Ende der heutigen Ostengasse beschließt die Altstadt von Regensburg und eröffnet die Ausfallstraße nach Westen, die heutige Adolf-Schmetzer-Straße. Der Ostentor-Turm war einer von sechs Tortürmen der ehemaligen Stadtbefestigungsanlagen und wurde zum Schutz der damaligen sogenannten „Ostenvorstadt“ errichtet. Das Tor entstand über der östlich nach Wien führenden Ausfallstraße und war damit das Stadttor, durch das der auf der Donau aus Wien kommende jeweilige Kaiser in die Stadt einzog. Das fünfgeschossige gotische, repräsentative Turm-Bauwerk wurde nach Aussage aufgefundener Steinmetzzeichen von Mitgliedern der Regensburger Dombauhütte errichtet und zählt zu den besterhaltenen gotischen Stadttortürmen in Deutschland.
Der viereckige Turm, dessen ursprüngliches mit Zinnen bewehrte Flachdach erst 1383 das heutige Zeltdach erhielt, wird auf der Ostseite von zwei achteckigen Türmen beidseitig flankiert. Auf beiden Seiten eröffnen Spitzbögen die Tordurchfahrt, die durch eine Torhalle mit Rippenkreuzjoch führt. Auf beiden Seiten der Torhalle finden sich Mauerschlitze, in denen die Fallgatter mit Ketten aus dem 1. Stock des Turmes herabgelassen werden konnten. Auf der Ostseite des Turmes – der Feindseite – finden sich in Höhe des 2. Stocks über der Toröffnung auf Kragsteinen ruhende Vorbauten, die als Gusserker dienten. In den Obergeschossen sind Schießscharten und beidseitig kleine Spitzbogenfensterchen mit Maßwerk zu sehen.
Das Ostentor war in den Verlauf der Stadtmauer mit ihrem Wehrgang einbezogen. Das macht eine Tür auf der Südseite im 1. Stock noch deutlich. Auf der östlichen, den Angreifern zugewandten Seite war dem Ostentor ein Waffenhof mit Turm und angrenzender Zwingermauer vorgelagert. Dort führte eine Brücke über den Stadtgraben, der vom später errichteten neugotischen Torwächterhaus nach Norden verläuft zu der nördlich benachbarten Donau. Heute nur noch im Ansatz erkennbar wurde östlich angrenzend an Ostentor und Stadtgraben 1529/30 die Ostenbastei errichtet, eine durch Mauern und Türme eingefasste erhöhte Erdaufschüttung zur Aufstellung von Geschützen. Heute befindet sich auf dem ehemaligen Gelände der Bastei der städtische Villapark. Er wurde um 1667 östlich vom Stadtgraben angelegt, nach Fertigstellung der Königlichen Villa. 2015 wurde der Park durch Neuanpflanzungen wieder in den ursprünglichen Zustand gebracht.

## Das Ostentor im Dreißigjährigen Krieg
Während des Dreißigjährigen Krieges, als 1633 die Eroberung Regensburgs durch die Schweden drohte, wurde das Ostentor zusätzlich durch ein Hornwerk geschützt, das vor Stadtmauer und Stadtgraben errichtet wurde.
Als dann im Verlauf der Kämpfe um Regensburg ein schwedisches Heer im November 1633 die von bayerischen Truppen eroberte und besetzte Stadt belagerte und am 15. November eroberte, war es am 8. November zu einem Sturmangriff schwedischer Truppen auf das Ostentor gekommen. Eine Abteilung der Schweden unter Oberstleutnant Nordhausen hatte die Fallbrücke des Ostentores besetzt und wurde nur noch durch ein Gatter gehindert, in die Stadt einzudringen. Wegen Pulvermangels scheiterte der Angriff und der schwedische Oberst Nordhausen kam ums Leben. Seine Leiche fiel zunächst in die Hände der bayerischen Besatzungstruppen und wurde dem protestantischen Ministerium der Stadt übergeben. Sein Begräbnis erfolgte auf dem Hof hinter der Dreieinigkeitskirche, der sich in den Folgejahren zum Gesandtenfriedhof entwickelte. Das Begräbnis war das erste von einigen Begräbnissen hoher Offiziere, die dort hinter der damals noch nicht fertig gestellten Kirche erfolgten.
Das mittelalterliche Torwachthäuschen auf der Nordseite vor dem Ostentor wurde bereits 1840, 15 Jahre vor dem Bau der nördlich benachbarten Königlichen Villa, durch einen Neubau im Stil der Neugotik ersetzt. Das Gebäude ist eines der wenigen neugotischen Baudenkmäler in Regensburg und eingetragen in der Liste der Baudenkmäler in Regensburg.
Ab 1903 bis 1915 fuhr die Linie 3 der Straßenbahn Regensburg bis zum Ostentor und durchquerte das Tor ab 1915 bis 1955 auf dem Weg zur Endstation Schlachthof. Diese Linie erschloss das nach 1850 östlich des Ostentors außerhalb der Altstadt neu entstandene Ostenviertel mit Gewerbegebiet und Hafen. Als nach Einstellung der Straßenbahn die Erschließungsstraße nach 1960 mehrspurig ausgebaut wurde, endete die Straße zwar vor dem schmalen Ostentor, jedoch gab es bereits seit 1963 Pläne, wie man das Tor auf Kosten der umgebenden Grünanlagen umrunden wollte. Alle Pläne, nach denen das Ostentor zu Gunsten einer autogerechten Erschließung der Altstadt von Regensburg abgerissen oder umfahren werden sollte, wurden nach 1980 aufgegeben. Im Jahr 2007 wurde das Ostentor unter Förderung des Freistaates Bayern umfassend innen und an der Fassade saniert.

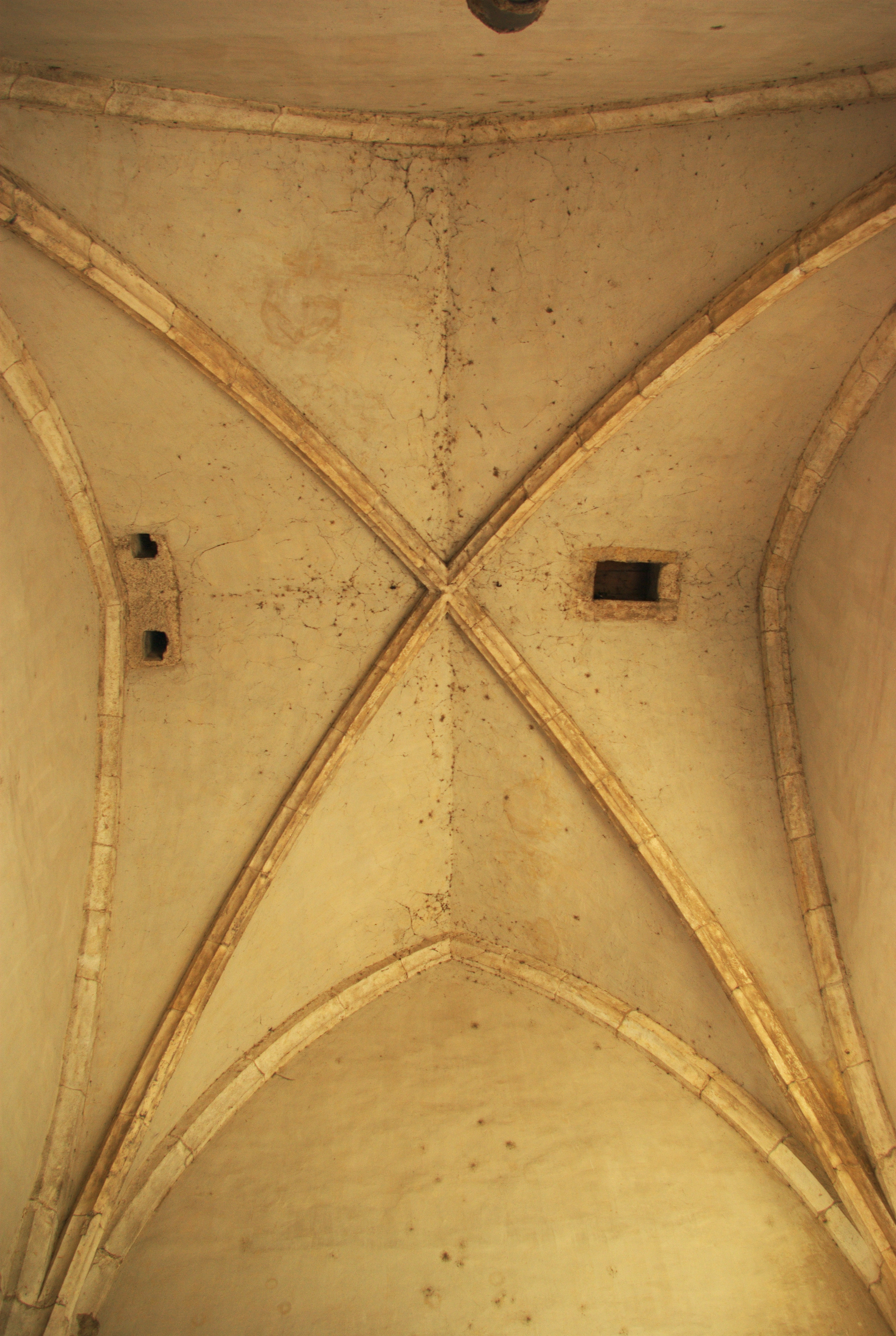
Kreuzgewölbe Torhalle
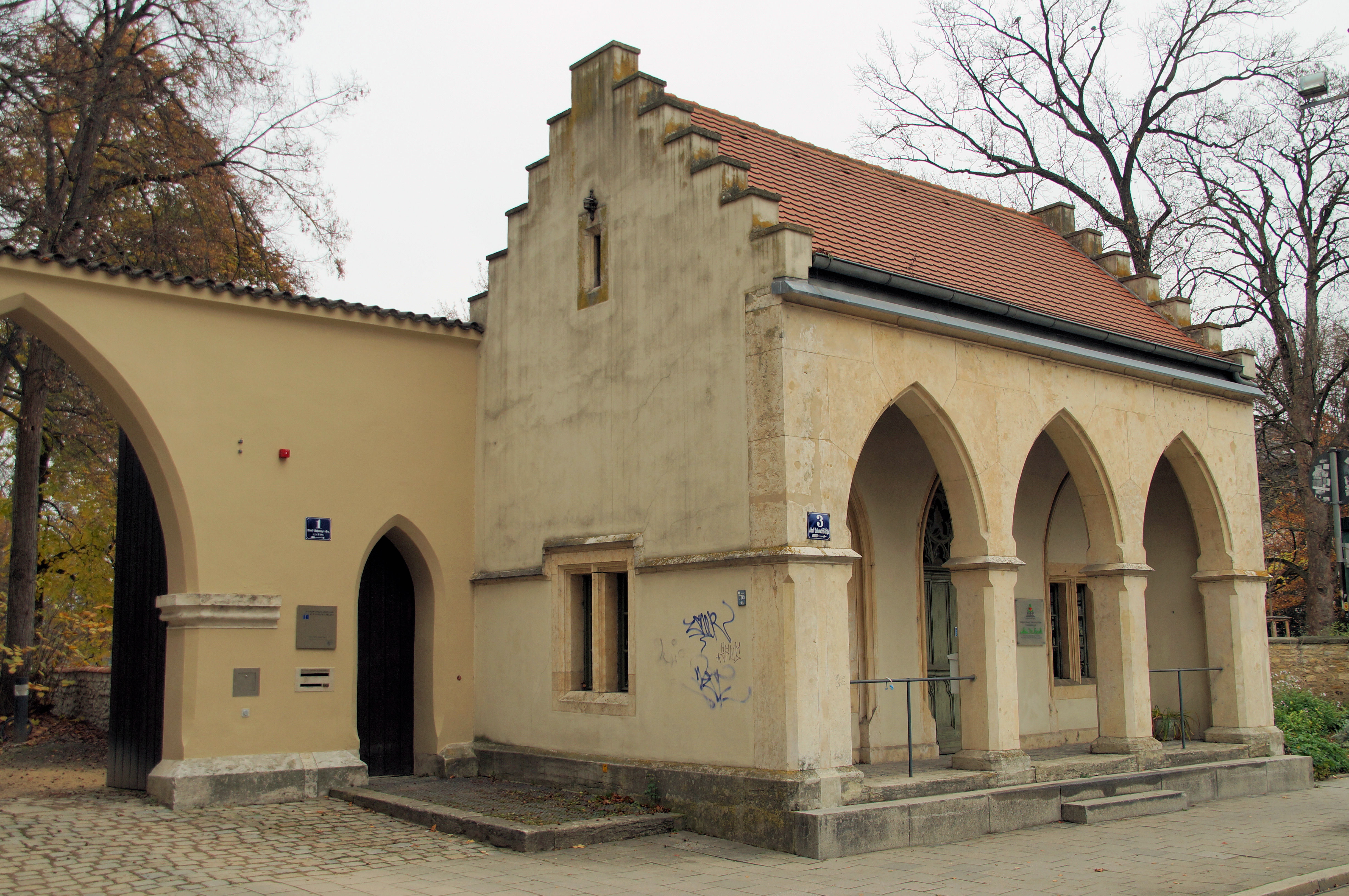
Torwachthaus nord-östlich vor dem Ostentor
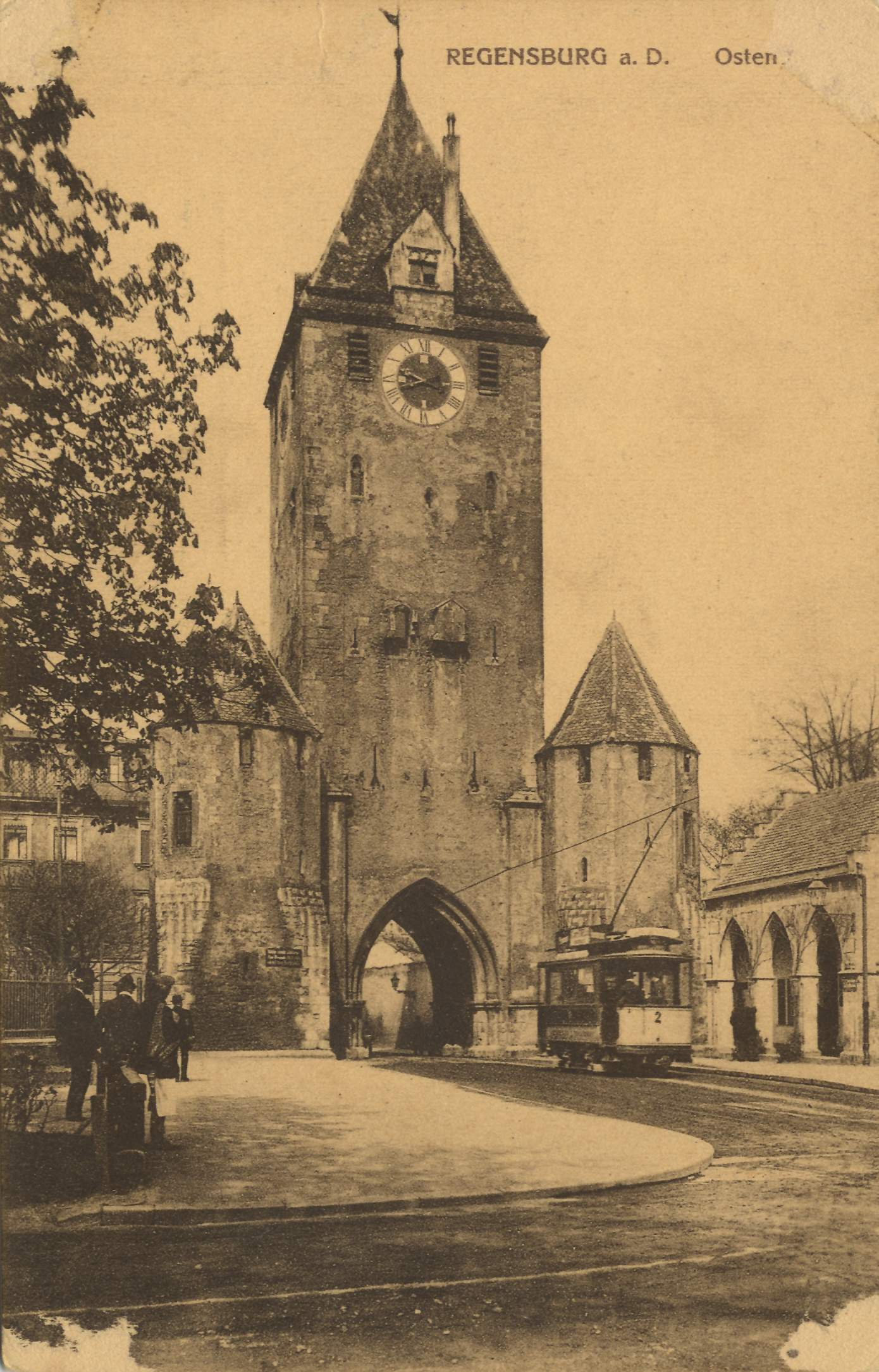
Ostentor mit Straßenbahn
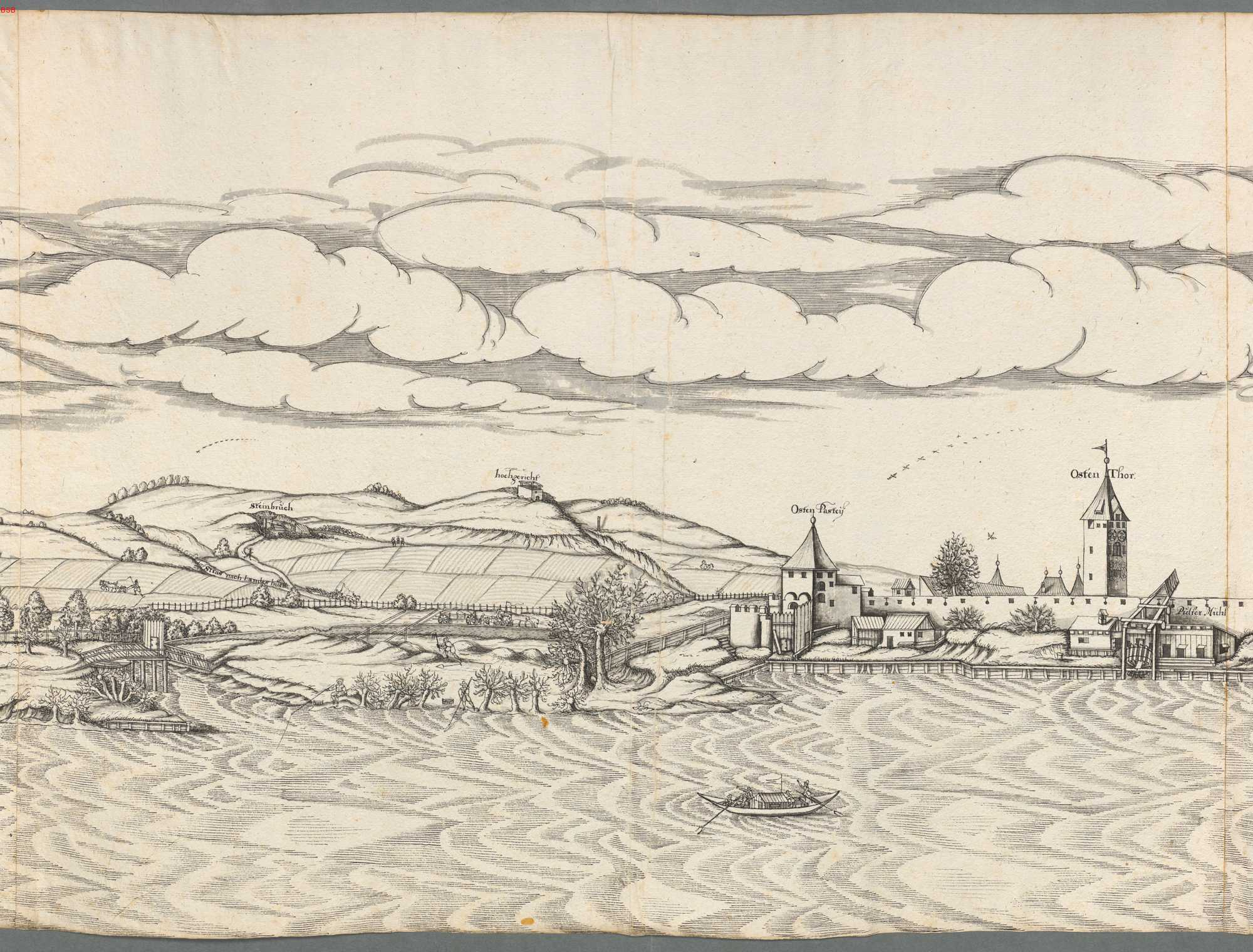
Ostentorturm mit Ostenbastei 1630
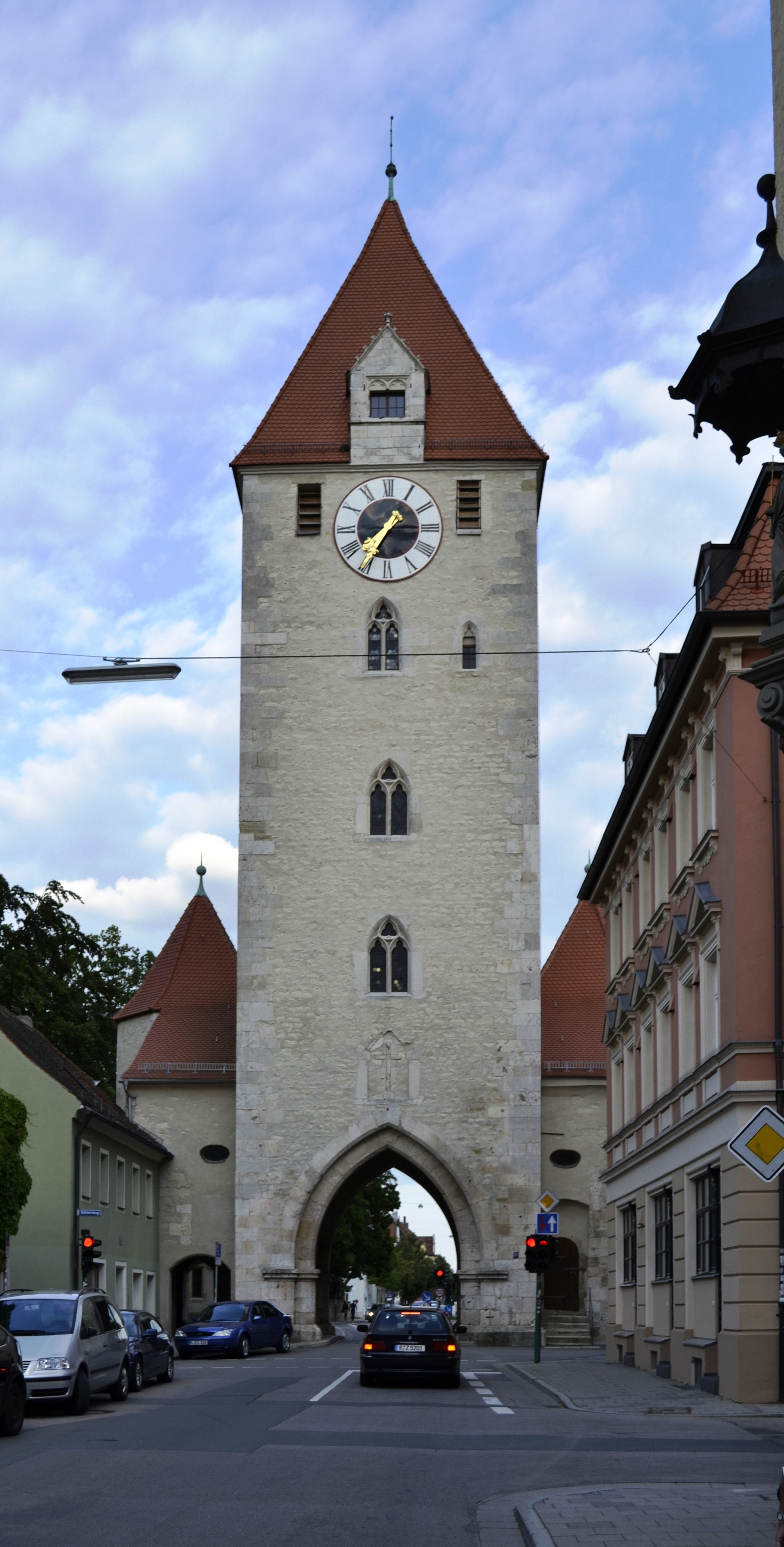
Ostentor, Westseite